# 国家移民管理局常备力量第二总队
国家移民管理局常备力量第二总队，是国家移民管理局直属单位。常备力量第二总队与国家移民管理局教育训练网络学院实行院、队合一体制。

## 沿革
1992年9月，经公安部批准，公安边防部队昆明指挥学校成立并招生办学，隶属公安部边防管理局，由云南省公安边防总队直管。2004年2月，根据公安部边防管理局院校工作会议精神，学校担负的任务从培养部队生长干部调整为士官学历教育和入警大学生、直招士官、专业技术学兵及各类短期培训。
2010年11月1日，根据中央编办《关于公安现役部队学校整合并核定编制的批复》（中央编办复字〔2009〕146号）和公安部政治部《关于组建公安边防部队士官学校的批复》（公政治〔2010〕385号）精神，在公安边防部队昆明指挥学校的基础上组建公安边防部队士官学校，由副师级升为正师级，直属公安部，由公安部边防管理局管理。2011年8月23日正式揭牌，公安部边防管理局副局长周书奎出席揭牌仪式并与云南省公安厅党委副书记、常务副厅长罗石文一同为学校揭牌。这是公安边防部队唯一一所专门培养士官人才和专业技术研究人才的现役院校。改革后，公安边防部队士官学校又称中国人民武装警察部队边防部队士官学校，简称边防士官学校，隶属中华人民共和国公安部，由公安部边防管理局管理。
2018年3月21日，根据中共中央印发的《深化党和国家机构改革方案》，公安边防部队不再列武警部队序列，全部退出现役，成建制划归公安机关，并结合新组建国家移民管理局进行适当调整整合。现役编制全部转为人民警察编制。2018年12月25日，公安现役部队官兵正式退出现役，2019年1月1日，公安边防部队举行集体换装仪式，正式转为人民警察编制。改革后，以公安边防部队士官学校等建制为基础，组建国家移民管理局常备力量第二总队。同时组建国家移民管理局教育训练网络学院，由国家移民管理局直属、与第二总队实行院队合一的体制。

## 历任领导
| 公安边防部队士官学校校长 …… - 符史导 武警大校（2010年—？，公安边防部队士官学校校长） | 公安边防部队士官学校政治委员 …… - 王斌 武警大校（？—2010年，公安边防部队昆明指挥学校政治委员；2010年—？，公安边防部队士官学校政治委员） - 金尚文 武警大校（？—） |